# Juan Huertas
Juan Antonio Huertas Garcia (* 24. Juni 1992 in Panama-Stadt) ist ein Profiboxer aus Panama im Superfedergewicht. Als Amateur war er Olympiateilnehmer von 2012 im Leichtgewicht.

## Boxkarriere
Er gewann als Amateur 2011 die Meisterschaften von Panama und die Panama National Golden Gloves. 2012 startete er bei den Olympischen Spielen 2012 in London, unterlag jedoch im ersten Kampf gegen Félix Verdejo aus Puerto Rico (5:11).
Im Mai 2013 begann er seine Profikarriere und gewann sieben Kämpfe in Folge, davon sechs vorzeitig. Nach einer Punktniederlage gegen Bergman Aguilar aus Costa Rica im April 2014, gewann er wieder zwei folgende Kämpfe. Er wurde unter anderem Meister von Panama und Titelträger der „Fedecentro“- und „Fedelatin“-Titel der WBA im Superfedergewicht.